# Phreatia moluccana
Phreatia moluccana är en orkidéart som beskrevs av Johannes Jacobus Smith. Phreatia moluccana ingår i släktet Phreatia och familjen orkidéer. Inga underarter finns listade i Catalogue of Life.